# Amaurina vittipennis
Amaurina vittipennis är en skalbaggsart som beskrevs av Moser 1909. Amaurina vittipennis ingår i släktet Amaurina och familjen Cetoniidae. Inga underarter finns listade i Catalogue of Life.